# Ardıçlı, Keçiborlu
Ardıçlı là một xã thuộc huyện Keçiborlu, tỉnh Isparta, Thổ Nhĩ Kỳ. Dân số thời điểm năm 2011 là 232 người.